# Louis Hänni
Louis Hänni (* 21. März 1927 in Thun; † 8. Juni 2019 in Thun) war ein Schweizer Berufsschullehrer und Lokalhistoriker.

## Leben und Werk
Nach der Primarschule in Dürrenast machte Louis Hänni eine Lehre als Maschinenschlosser bei Brown, Boveri & Cie. Anschliessend studierte er am Technikum Burgdorf, wo er 1950 das Diplom als Maschinen-Ingenieur erwarb. Die folgenden sieben Jahre war er als Ingenieur tätig. Von 1957 bis 1992 unterrichtete er als Hauptlehrer an der Gewerblichen Berufsschule Thun.
Hänni erforschte in seiner Freizeit die Geschichte von Strättligen und verfasste 1984 die gleichnamige ortsgeschichtliche Publikation. Die Einwohnergemeinde Strättligen wurde 1920 nach Thun eingemeindet, während die Burgergemeinde Strättligen bis heute als eigenständige burgerliche Korporation weiterbesteht.
Für seine Verdienste als Chronist von Strättligen wurde Hänni im Jahr 2000 von der Stadt Thun mit dem «Thunpreis» ausgezeichnet.
Louis Hänni war mit der Damenschneiderin Johanna Hänni-Lüthi verheiratet. Die beiden hatten vier Kinder.